# Von Schwerin
von Schwerin är en uradlig adelsätt från grevskapet Schwerin i Mecklenburg och Pommern (idag Mecklenburg-Vorpommern), där den finns belagd med namnet Zwerin från 1178 respektive de Zwerin från 1251. Ätten blev tidigt stor och med flera förgreningar. De grenar som flyttade till Sverige har en lång dokumenterad historia i maktpositioner. De naturaliserades som svensk adel  under den tid då Pommern var svenskt. På det svenska Riddarhuset finns ätten representerad med en friherrlig och en grevlig gren.

## von Schwerin i Tyskland
Redan 1178 nämndes i en urkund Bernardus dictus advocatus in Zverin, som var fogde på en fästning vid Schweriner See i grevskapet Schwerin, och han räknas också som ättens genealogiske stamfader.
Henrik Lejonet förlänade Schwerin åt Gunzelin av Hagen och efter hans död 1185, förlänade han grevskapet i tur och ordning åt hans fyra söner. 
Efter att Henrik Lejonet blivit avsatt övertog Danmark överhögheten över norra Tyskland och Östersjökusten.  Den dåvarande greven Henrik av Schwerin drevs bort och fick inte återvända förrän han 1214 svurit länsed till den danske kungen Valdemar Sejr. Han tvingades även att lämna halva grevskapet som pant för hemgiften när hans syster Oda ofrivilligt blev bortgift med prins Nils Valdemarsson av Danmark (Valdemars frilloson). Detta ledde till en långvarig arvstvist.
Prins Nils Valdemarssons och Odas son prins Nils Nilsson hertig av Halland, gjorde genom sin mor vissa anspråk på Mecklenburg. 
1221 deltog Henrik av Schwerin i det sjunde korståget. Samma år dog hans bror greve Gunzelin II, och även prins Nils Nilsson av Halland. Nu drev kung Valdemar Sejr arvstvisten, vilket förargade den redan bittra greve Henrik av Schwerin.
På natten mellan den sjätte och sjunde maj år 1223 överföll Henrik av Schwerin kung Valdemar Sejr och hans son under en jakt i Lyø, och tillfångatog dem som gisslan. Först satt de fångna i en borg i Lenzen i Brandenburg, sedan på borgen Dannenberg, och slutligen på borgen i Schwerin. I november 1225 ingick Valdemar ett avtal i Bardowick, där han avträdde delar av sitt jordinnehav, däribland Halland, upplöste länsskyldigheten för greven, utlyste handelsfrihet för alla tyska städer, samt utbetalade 24 000 mark silver till Henrik av Schwerin. Ovanpå detta tvingades danske kungen att skriftligen uppge alla hämndförsök, samt sätta tre av sina söner som gisslan på borgen i Schwerin. Allt detta medförde att Danmarks expansion och stormaktsställning i östersjöområdet avtog, och att den grevliga ätten Schwerin steg i aktning. 
Valdemar är känd för sina erövringar i norra Tyskland och Baltikum, men under hans regeringstid hann alltså även det danska stormaktsväldet falla samman, mycket tack vare greve Henrik av Schwerin.
Henrik av Schwerin dog den 17 februari 1228 och ligger begravd i Schwerins domkyrka, och Valdemar Sejr måste därefter till hans änka betala ytterligare 7 000 silvermark för att få tillbaka sina söner. Uppgörelsen fick ytterligare tyngd när Valdemar 1230 slöt ett fördrag med greve Henriks son, Gunzelin IV av Schwerin:
Kung Valdemar II Sejr sluter överenkommelse med greve Gunzelin av Schwerin etc. Hans sonson, greve Niels av Hallands son skall ge avkall på sina krav på Schwerin. 1240 följdes dessa fördrag av att Danmark avträder halva Halland till de Schwerinska grevarna:: Kung Valdemar II kungör att han till greve Ni(ls) givit halva Halland som ersättning för gods i Schwerin, med vilka greven friköpt kungen ur hans fångenskap hos fiender..
Denna äldre gren av Schwerinska grevar förde ett vapen med en försilvrad kvinnoarm som håller upp en gyllene ring i handen.
1251 flyttade Gerhard Schwerin till ön Usedom och grundade där linjen Schwerin-Stolpe vilken spreds till Pommern där ätten vid 1250-talet innehade slott och större herrgårdar och markinnehav.
Den 31 juli 1329 beseglar en greve av Schwerin ett dokument i Sverige, med det gamla vapnet som avbildar en arm vars hand håller en guldring:
| ”               | Otto av Schwerin pantsätter 12 öresland, ett örtugland och 5 penningland i Norby, Helga Trefaldighets socken vid Uppsala, för 200 mark penningar, som han lånat av ärkebiskop Olof att återbetalas nästkommande 24 juni, med förbehåll att om betalning skulle utebliva och egendomen således tillfalla ärkebiskopen, två av gäldenären utsedda gode män skall bestämma det tillskott han för den avträdda egendomen må uppbära. | „ |
| – SDHK-nr: 3637 | |   |

Under 1600-talet hade ätten också viktiga befattningar i markgrevskapet Brandenburg.
Diplomaten Otto von Schwerin (1645-1705) av linjen Altlandsberg upphöjdes 1700 till riksgreve, och 1740 upphöjdes linjen Schwerinsburg till grevar och i Sverige upphöjdes Jacob Philip von Schwerin till grevligt stånd. Ätten var också representerad på lantdagen i Greifswald 1806 när Svenska riddarhuset i Pommern och Rügen grundades av kung Gustav IV Adolf, och 1855 vann ätten representation på lantdagarna i Preussisches Herrenhaus under Preussischer Landtag. Titeln Graf von Zieten-Schwerin tilldelades 1859 åt Albert von Schwerin. 

### Schwerin von Krosigk och Schwerin von Schwanenfeld
1925 började namnformen Graf Schwerin von Krosigk användas och 1930 Graf von Schwerin von Schwanenfeld.

## von Schwerin i Sverige
Lantrådet Johan Bogislaus von Schwerin (ca 1660-1705) skrev sig till flera gods i Hinterpommern. Han var gift med Dorothea Elisabeth von Borcken, och fick med henne två söner: Philip Bogislaus von Schwerin (1687-1736), i Sverige naturaliserad som friherre år 1717, och Otto Fredrik von Schwerin, vilken blev stamfader för svenska ätten von Schwerin af Spantekow.

### Svenska ätten  von Schwerin af Spantekow
Otto Fredrik von Schwerin gick 1711 i svensk tjänst och blev löjtnant vid Bremiska dragonregementet, 1713 ryttmästare vid svenska pommerska kavalleriregementet, och 1718 kapten vid livgardet. Han naturaliserades i Sverige 1723 under namnet von Schwerin af Spantekow. I sitt första gifte 1720 med Sara Catharina Schröder, adlad Köppen, hade han barnen:
1. Fredrik Bogislav, född 1721-04-13 på Runö i Österåkers socken, Stockholms län. Student i Lund2 1739-11-22. Löjtnant i fransk tjänst. Död ogift 1741-03-23 i Frankrike.
2. Sara Beata, född 1722-11-08 på Runö, död ogift 1758-06-10.
3. Hedvig Sofia, född 1724-03-12, död s. å. på Runö och begraven s. å. 31/10 i Österåkers kyrka.
4. Dorotea Eleonora, född 1725-08-28 på Runö, död 1740-06-30 på Knutstorp, begraven s. å. 4/7.
5. Ottiliana, född 1726-11-12, död 1758-07-03 på Hakunge i Össebygarns socken, Stockholms län. Gift 1750-06-26 med sin 2:a styvmoders kusins son, översten greve Axel Fredrik Cronhielm af Hakunge, i hans 1:a gifte, född 1726, död 1773.

I sitt andra gifte 1729-03-09 med grevinnan Hedvig Charlotta Tessin, fick han sonen:
1. Otto Fredrik, född 1730, död ung i Paris, under sina utrikes resor.

I sitt tredje gifte 1738 med grevinnan Regina Catharina Cronhielm af Flosta fick han barnen:
1. Gustava Sofia, född 1739-05-08 på Knutstorp, död 1795-04-06 Fogdaröd. Gift 1776-07-21 i Lund med löjtnanten Carl Niklas Cronacker, född 1751, död 1779.
2. Otto Julius, adopterad friherre von Schwerin, född 1740. Hovjägmästare. Död 1780. Se friherrliga ätten von Schwerin

När Otto Julius 1778 adopterades på den friherrliga ätten, utdog den adliga ätten von Schwerin af Spantekow, men en son till Verner Detlov von Schwerin, se friherrliga ätten von Schwerin nedan, Verner Detlov von Schwerin, naturaliserades och blev adoptopterad von Schwerin af Spantekow. Han gifte sig 1743 med friherrinnan Maria Banér, född 1708 i Philadelphia, dotter till översten friherre Isak Banér (1662-1713), och amerikanskan Maria Jacquet. De fick tre barn:
1. Ebba Maria, (1743-1762). Gift 1761 med majoren Henrik Rosenstierna.
2. Verner Detlov, (1746-1810), kammarherre, adopterades greve von Schwerin, se grevliga ätten von Schwerin
3. Catharina, (född och död 1746)

När sista manlige medlemmen av den adopterade grenen adopterades som greve von Schwerin, utdog den adliga ätten von Schwerin af Spantekow permanent.

### Äldre grenen av friherrliga ätten nr 133
Philip Bogislaus von Schwerin (1687-1736) till Wopersnow i Mecklenburg, gick i svensk tjänst, där han blev överste för Smålands tre- och femmänningsregemente, samt naturaliserad som friherre år 1717. Han fortsatte sin militära karriär för Ryssland och sedan Tysk-romerska riket där han blev fältmarskalklöjtnant. 1719 introducerades han på Sveriges riddarhus med nummer 133. Philip Bogislaus von Schwerins första hustru, friherrinnan von der Horst, konverterade till katolicismen samman med parets söner varigenom den grenen inte accepterades som svenska friherrar. Paret skildes och han gifte om sig med en grevinna Cronhielm af Hakunge vars far var riksråd och mor friherrinnan Sparre. Denna gren slocknade på svärdssidan år 1953.

#### Blasonering
| ”                                                                                           | Een Skiöld fördehlt i tre Fält och uppå Fördehlningen des gamla adelige Stamwapen, somär en Skiöld af Silfwer med en röd ruta uti, och under Skiölden hänger uti twenne gyllene ringar ett hwitt flygande Band med desse Spanske Orden på: Nomenos constante que persequido; men af sielfwa Friherliga wapnet är det första Fältet af gull med twenne krönte löpande Räfwar uti, zirade med gyllene Halsbänder; det andra Fältet är rödt med ett försilfrat Stormgaller uti, och uti det tredie nedersta Fältet som är blått wisar sig en rödklädder Turck med en grön Turbant på Hufwudet, omwefwad med hwita Band, som rider på en heftigt löpande hwit Häst i rödt betseltyg | „ |
| – urval av blasoneringen från Friherrebrevet i original från 1717: Utfärdat 1717-12-06, RHA | |   |

### Andra adopterade grenen av friherrliga ätten nr 133
Philip Bogislaus von Schwerins brorson hovjägmästaren Otto Julius von Schwerin till Rosenlund i Skåne (1740-1780) tillhörde ätten von Schwerin af Spantekow men adopterades av sin farbroder, och upptogs år 1778 på nr 133 bland friherrar. Han var gift med Ebba Maria Lagerbring, en dotter till Sven Lagerbring och Maria Beata Lagercreutz. Denna ätt fortlever.
Till denna gren hör som ingift Martina von Schwerin, född Törngren, gift med Werner von Schwerin (1772-1840), samt deras son Jules von Schwerin och hans söner med Ingeborg Rosencrantz, Hans Hugold von Schwerin och Werner von Schwerin.

### Första adopterade ätten nr 133
En avlägsen släkting till Philip Bogislaus von Schwerin, Philip Christoph von Schwerin var 1705 representerad i Svenska Pommerns regering och fick samma år stadfästelse på ättens länsbrev. Hans hustru Regina Elisabeth von Pfuel var dotter till en överstelöjtnant som naturaliserats som svensk adelsman. Deras son Claus Philip von Schwerin tillförskanskade sig godsen Löbnitz och Kindeshagen av ätten von Bähren. År 1720, då han var överste vid Upplands femmänningsinfanteri, adopterades han på Philip Bogislaus von Schwerins friherrliga ätt och nummer på Sveriges riddarhus. Han blev slutligen generalmajor av infanteriet.
Claus Philip von Schwerin var gift med friherrinnan Maria Johanna Burensköld från Bureätten, som i egenskap av den sista medlemmen av den friherrliga ätten ärvde Burensköldska fideikommisset som utgjordes av Fyllingarum, Nafvestad, Hylinge, Borkhult, Idingstad och Göbo. Paret fick tre barn. Två döttrar gifte sig Ehrencrona och Appelbom.

### Grevliga ätten nr 94
Den ende sonen, presidenten i Tribunalen i Wismar, sedermera riksrådet och överstemarskalken friherre Jacob Philip von Schwerin (1719-1779), upphöjdes i grevlig värdighet 8 november 1766 av Adolf Fredrik, men brevet utfärdades först 25 april av Gustav III. I och med att han var den ende ättemedlemmen på svärdssidan utgick därmed den första adopterade grenen av den friherrliga ätten nr 133. Med honom adlades också dotterns make, som var deras släkting, Werner Detloff von Schwerin af Spantekow, på den grevliga ätten och numret. Den grevliga ätten är fortlevande. Till den hörde Fredrik Bogislaus von Schwerin.
Grevebrevet i original den 4 juli 1771 fastställd vapenritning i original är sedan 1968 deponerade på Riksarkivet (von Schwerinska arkivet, Familjearkivet, volym 1).

#### Blasonering
| ”                                   | En skjöld af silfver, hvaruti visar sig dess urgamla stamvapn en röd ruta, som med sina langspetsar sträcker sig nästan fullt ut efter skjöldens längd, men till bredden intager allenast trefemtedelar af skjölden. Ofvanpå skjölden visa sig trenne öpna och med grefvelige gyllende kronor krönte samt med sju gyllende böijlar försedde tornere hjelmar. Utur den medelsta hjelmkronan äro tre strussfjädrar upreste, af hvilka den medlersta är röd och de yttra begge af silfver, hvardera belagde med en sådan röd ruta, som i sielfva skjölden finnes och är en den von schwerinska stammen egenteligen tillhörande hjelmprydnad. Uppå den högra hjelmkronan ses dess möderne eller det burenskiöldska vapnets hjelmprydnad, nämligen tvänne palyxor af silfver med blå skaft, korsvis upstäldte, och ofvan på dem hvilar en växande halfmåne af guld. Och utur den vänstra hjelmkronan är en hög stolpe af guld uprest, som af tvänne emot hvarannan vände och på hjelmkronan å ända stående röda gripar med kloerna omfattas, hvilken är en tilhörighet af dess frus, det grefl. von bohlenska vapnet, varandes i öfrigit hjelmarne bevarade med brutna hjelmtäcken af guld, silfver, blått och rödt. Skjöldhållare äro tvänne med grefvelige hjelmar beväpnade vildmän, förande i handen hvar sin klubba af guld och omgifne med lifskjörten af gröne ekelöf, samt sidst äro deras hjelmar med tre stycken gröna påfågels fjädrar zirade. Aldeles som det samma här frammanföre med sina rätta färgor afmålat finnes | „ |
| – Sköldebrevsavskrifter, 13:3, RHA. | |   |

## Personer med efternamnet von Schwerin
- Adolf Ludvig von Schwerin (1759–1818), militär
- Alexandra von Schwerin (född 1970), journalist och entreprenör
- Amelie von Schwerin (1819–1897), målare
- Bogislav von Schwerin (1881–1940), målare
- Carl Philip von Schwerin (1839–1904), militär
- Filip Bogislaus von Schwerin (1790–1865), militär
- Fredrik Bogislaus von Schwerin (1764–1834), präst, riksdagsman och skriftställare
- Fritz von Schwerin (1822–1887), målare
- Gustaf von Schwerin (1884–1967), ämbetsman
- Hans Hugold von Schwerin (1853–1912), geograf och statsvetare
- Hans Hugold Julius von Schwerin (1906–1957), konsthistoriker
- Ingeborg von Schwerin (1828–1894), tecknare
- Ingeborg von Schwerin (1867–1942), målare
- Jacob Philip von Schwerin (1719–1779), riksråd
- Johan Bogislaus von Schwerin (1755–1823), officer, ledamot av Musikaliska akademien
- Johnny Schwerin (född 1935), fotograf
- Jules von Schwerin (1810–1880), militär
- Kurt Christoph von Schwerin (1684–1757), fältherre
- Lutz Schwerin von Krosigk (1887–1977), tysk jurist, ekonom och politiker
- Marg von Schwerin (1899–1992), skolledare
- Martina von Schwerin (1789–1875), brevskrivare och salongsvärd
- Martina von Schwerin (1809–1839), författare
- Matilda von Schwerin (1818–1892), godsägare
- Maximilian von Schwerin-Putzar (1804–1872), preussisk statsman
- Otto von Schwerin (1616–1679), tysk diplomat och statsman
- Philip von Schwerin (1751–1828), generalmajor
- Philip Bogislaus von Schwerin (1687–1736), tysk-svensk militär
- Ulrich Wilhelm Schwerin von Schwanenfeld (1902–1944), tysk officer och motståndskämpe mot nazismen
- Werner von Schwerin (1777-1859), jurist och tecknare
- Werner von Schwerin (1849–1908), jurist och ämbetsman
- Werner von Schwerin (1851–1922), godsägare och riksdagsman
- Wilhelm von Schwerin (1792–1808), underlöjtnant, besjungen i Fänrik Ståls sägner av Johan Ludvig Runeberg
- Wilhelm von Schwerin (1904–1966), godsägare och ämbetsman